# Al-Muqaddasi
Shams al-Din Abu Abd Allah Muhammad Ibn Ahmad Ibn Abu Bakr al-Maqdisi (en árabe: شَمْس ٱلدِّيْن أَبُو عَبْد ٱلله مُحَمَّد ابْن أَحْمَد ابْن أَبِي بَكْر ٱلْمَقْدِسِي‎   ابن أبي بكر ٱلمقدسي), más conocido como al-Maqdisi (en árabe: ٱلْمَقْدِسِي‎) o al-Muqaddasi (en árabe: ٱلْمُقَدَّسِي‎), (c. 945/946 - 991) fue un geógrafo árabe medieval, autor del Aḥsan al-taqāsīm fī maʿrifat al-aqālīm (Las mejores divisiones en el conocimiento de las regiones), así como autor del libro, Descripción de Siria (incluida Palestina). Es una de las primeras figuras históricas en identificarse a sí mismo como palestino durante sus viajes.

## Biografía

### Primeros años y educación

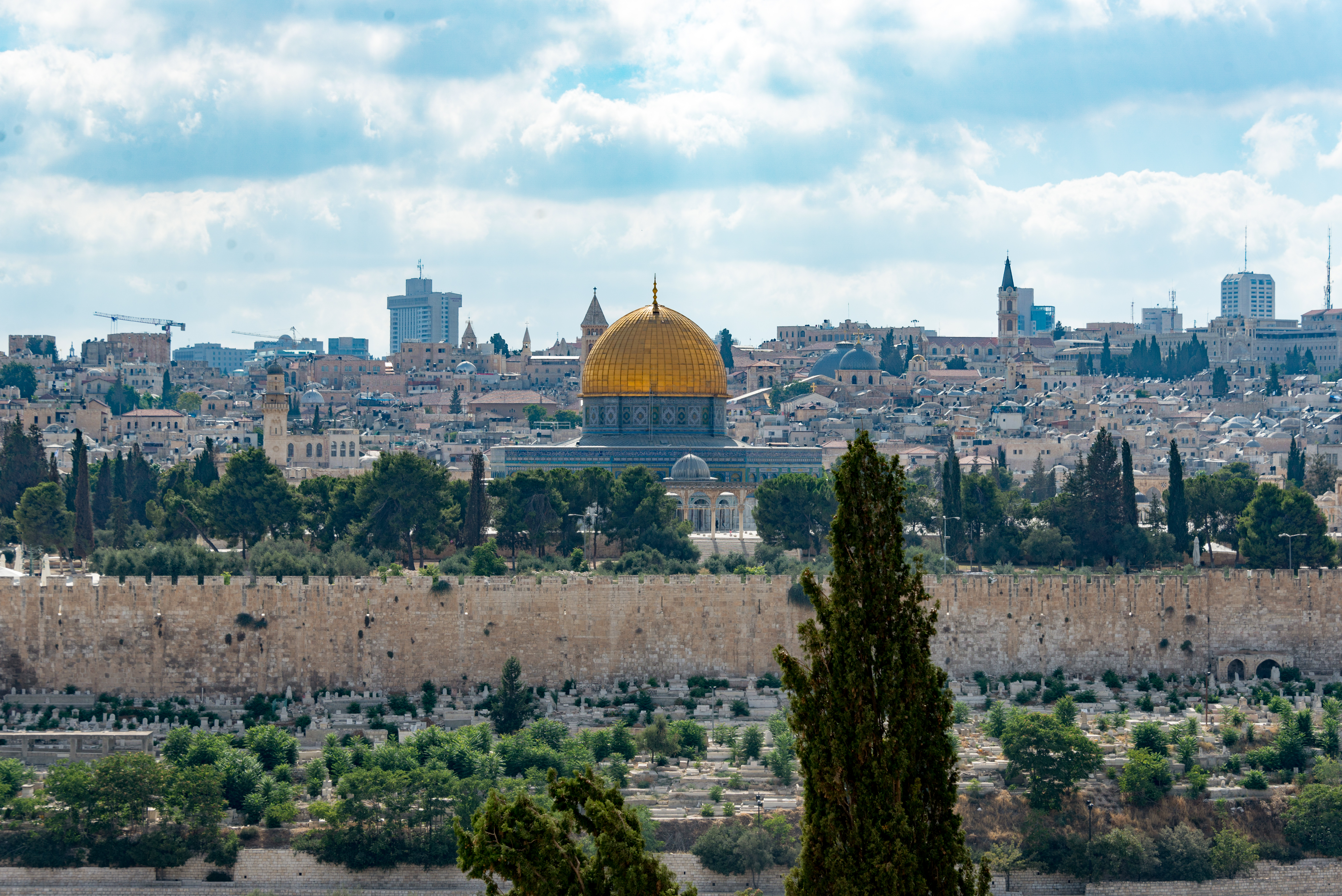
Al-Maqdisi era de Jerusalén (Bayt al-Maqdis en árabe), de donde recibió su nombre. Le gustaba especialmente la ciudad y la describió detalladamente en su trabajo geográfico.

Nació en Jerusalén alrededor de 946 y pertenecía a una familia de clase media cuyas raíces en los alrededores de la ciudad se remontan aproximadamente al período de la conquista musulmana en el siglo VII. Según el historiador André Miquel, al-Maqdisi "sentía un gran apego a la Palestina donde nació y a la ciudad cuyo nombre lleva." Al-Maqdisī o alternativamente al-Muqaddasī era un nisba que indicaba que provenía de "Bayt al-Maqdis" o "Bayt al-Muqaddas", los nombres musulmanes de Jerusalén. Su abuelo paterno, Abu Bakr al-Banna, había sido responsable de la construcción de las fortificaciones marítimas de Acre bajo las órdenes de Ahmad ibn Tulun (r. 868-884), el gobernador abasí autónomo de Egipto y Siria. El abuelo materno de Al-Maqdisi, Abu Tayyib al-Shawwa, se mudó a Jerusalén desde Biyar en Jorasán y era también arquitecto. 
Como se puede inferir por su trabajo y su contexto social, es probable que al-Maqdisi tuviera una buena educación. Miquel afirma que el uso que hace al-Maqdisi de "prosa rimada, incluso poesía" indica un sólido conocimiento de la gramática y literatura árabes. Asimismo, sus escritos muestran que tenía un interés temprano por la jurisprudencia islámica, la historia, la filología y el hadiz. 

### Actividades en geografía
Al-Maqdisi hizo su primer Hajj (peregrinación a La Meca) en 967. Durante este período, tomó la determinación de dedicarse al estudio de la geografía. Para adquirir la información necesaria, llevó a cabo una serie de viajes por el mundo islámico, visitando finalmente todas sus tierras, excepto al-Ándalus (península ibérica), Sind y Sistán. Las fechas conocidas o el lapso durante el que ocurrieron los viajes de al-Maqdisi incluyen su viaje a Alepo en algún momento entre 965 y 974, su segunda peregrinación a La Meca en 978, una visita a Jorasán en 984 y su estadía en Shiraz en 985 cuando decidió escribir su material. La obra final se tituló Aḥsan al-taqāsīm fi maʾarfat al-aqalīm (Las mejores divisiones para el conocimiento de las provincias).

## Obra

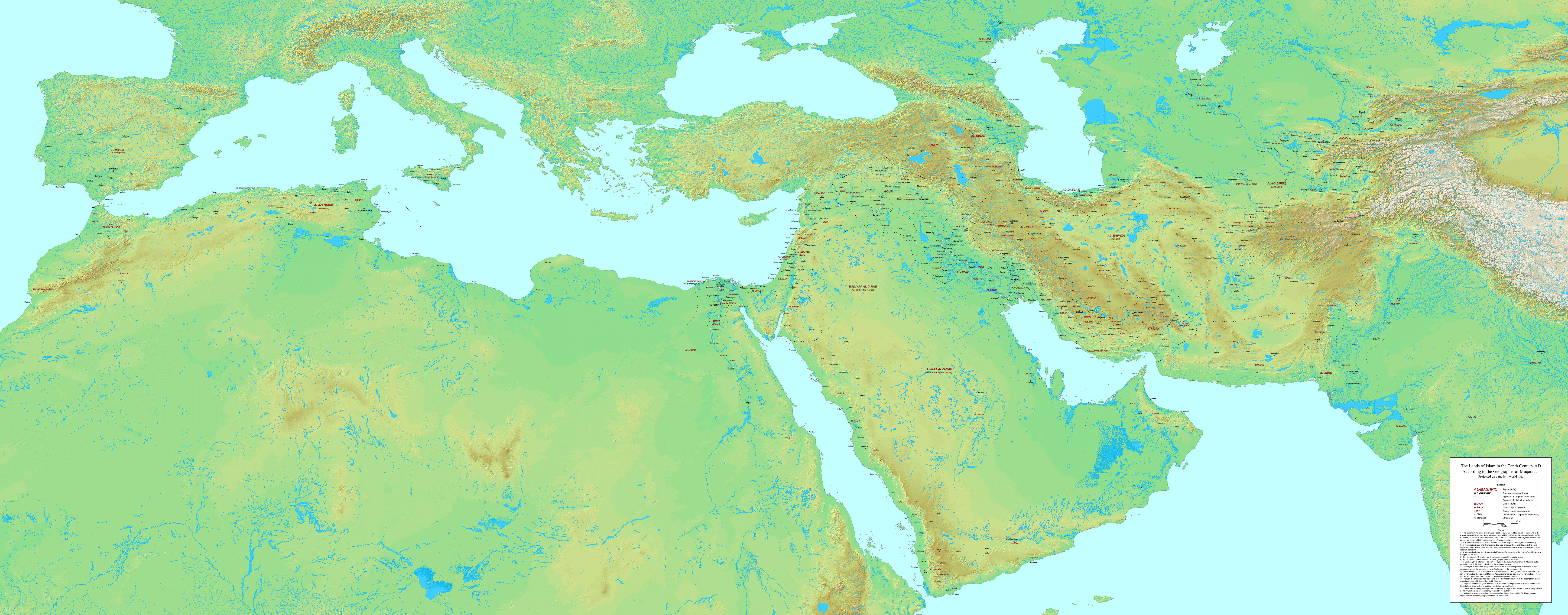
Las regiones del islam en el, basadas en el trabajo de Al-Maqdisi.

Aunque posiblemente influenciado por sus predecesores al-Jahiz (m. 869), quien introdujo la "ciencia de los países," e Ibn al-Faqih (fl. 902), al-Maqdisi "sobrepasó" a ambos "en beneficio de lo que ciertamente debería llamarse una verdadera geografía,” según Miquel. Más aún, Miquel sugiere que al-Maqdisi "fue probablemente el primero en haber deseado y concebido" la verdadera geografía como una "ciencia original", una afirmación que el mismo al-Maqdisi hace en el prefacio del Aḥsan al-taqāsīm. Pertenecía a la escuela conocida como el "atlas del islam", creada por Abu Zayd al-Balkhi (m. 934) y desarrollada por Al-Istajri (m. 957), así como por el contemporáneo de al-Maqdisi, Ibn Hawqal (m. 978). 
La escuela de Al-Balkhi se ocupaba casi exclusivamente del mundo islámico, al cual al-Maqdisi también dedicó sus estudios. Al-Maqdisi se refiere a este mundo como al-mamlaka o al-Islām (el dominio del islam), un concepto único en el que todas las tierras del islam constituyen un solo dominio. Subdividió este dominio en dos partes: mamlakat al-ʿArab (dominio de los árabes) y mamlakat al-ʿAjam (dominio de los no árabes). El primero estaba conformado, de este a oeste, por las seis provincias de Irak, Aqur (Mesopotamia superior), Arabia, Siria, Egipto y el Magreb, mientras que el segundo estaba constituido por las ocho provincias del Mashriq (Sistán, Afganistán, Jorasán y Transoxiana), Sind, Kermán, Fars, Juzestán, Jibal, Daylam y Rihab (Armenia, Adharbaiyán y Aran). 

### Descripción de Palestina
El Aḥsan al-taqāsīm ofrece un relato sistemático de todos los lugares y regiones que visitó al-Maqdisi. Dedicó una sección de su libro a Bilad al-Sham (el Levante) enfocándose particularmente en Palestina. A diferencia de viajeros a Palestina, como Arculf (c. 680), Naser Josrow (c. 1040) y otros, que eran peregrinos, al-Maqdisi ofreció información detallada sobre la población, el modo de vida, la economía y el clima de la región. Prestó especial atención a Jerusalén, detallando su diseño, muros, calles, mercados, estructuras públicas y puntos de referencia, en particular el Haram ash-Sharif (Monte del Templo) y, en éste, la Cúpula de la Roca y la Mezquita al-Aqsa. Describió a la gente y costumbres de la ciudad, centrándose en los musulmanes, pero también en las comunidades cristianas y judías, cuya significativa presencia lamentaba. 
Al-Maqdisi también brindó amplias descripciones de Ramla y Tiberíades, las capitales de los distritos de Palestina y Jordania, respectivamente. En menor medida, describió Acre, Beisán, Bayt Jibrin, Cesarea, Amán y Aila. En sus descripciones de las mencionadas ciudades, al-Maqdisi destacó su prosperidad y estabilidad y su impresión general de Palestina fue que estaba densamente poblada y próspera, con numerosas localidades.  Guy Le Strange comenta sobre la obra de al-Maqdisi que: 

Su descripción de Palestina, y especialmente de Jerusalén, su ciudad natal, es una de las mejores partes de la obra. Todo lo que escribió es fruto de su propia observación, y sus descripciones de las maneras y costumbres de los varios países llevan la estampa de una mente astuta y observadora, fortificada en un profundo conocimiento tanto de los libros como de las personas.

### Descripción de Arabia Oriental
Hafit (Tuwwam) abunda en palmeras; se encuentra en dirección a Hajar (Al-Hasa), y la mezquita está en los mercados... Dibba y Julfar, ambos en la dirección a Hajar, están cerca del mar... Tuwwam ha sido dominado por una rama de los Quraysh ...

Al Muqaddasi, 985 d.C.
Al-Maqdisi menciona regiones en el este de Arabia que forman parte de lo que ahora son Arabia Saudita, los Emiratos Árabes Unidos y Omán. Al-Hasa es una importante región de oasis en la parte oriental de Arabia Saudita, mientras que Tuwwam es otra región de oasis entre los Emiratos Árabes Unidos y Omán, que comprende los asentamientos modernos de Al Ain y Al-Buraimi en costados diferentes de la frontera entre Omán y Emiratos Árabes Unidos. Dibba es otra región entre los Emiratos Árabes Unidos y Omán, que conecta con la península de Musandam, y que está gobernada en parte por el emirato de Ras Al Khaimah, donde se encuentra el antiguo asentamiento de Julfar.

## Otras lecturas
- Collins, Basil Anthony: Al-Muqaddasi; el hombre y su obra, publicación geográfica de Míchigan, 1974,
- Al-Muqaddasi (Basil Anthony Collins (Traductor)): Las mejores divisiones para el conocimiento de las regiones. Ahsan al-Taqasim Fi Ma'rifat al-Aqalim. Editorial Garnet, Reading, 1994, ISBN 1-873938-14-4